# Les Dents de la mort
Pour les articles homonymes, voir Les Dents de la mort (homonymie).
Pour plus de détails, voir Fiche technique et Distribution.
Les Dents de la mort (Dark Age) est un film australo-américain réalisé par Arch Nicholson, sorti en 1987.

## Synopsis
Australie. Depuis les temps anciens, un reptile aux pouvoirs surnaturels sème la terreur et l'horreur. Rapide, furtif, il erre dans les eaux troubles et surgit subitement, gigantesque, monstrueux, pour faire de ses ennemis ses repas. Quiconque croise son chemin signe son arrêt de mort, une horrible fin dans la douleur avec pour cercueil les flots boueux. 
Pour l'homme blanc, ce ne peut être qu'un simple reptile féroce qu'il faut chasser et supprimer sans pitié. Très vite, tous les fous de la gâchette se préparent à une traque sanglante. Mais pour les indigènes, il s'agit d'une divinité vénérée et eux seuls savent qu'aucune balle au monde ne saurait l'arrêter.

## Fiche technique
- Titre français : Les Dents de la mort
- Titre original : Dark Age
- Réalisation : Arch Nicholson
- Scénario : Sonia Borg, d'après le roman de Grahame Webb
- Musique : Danny Beckermann
- Photographie : Andrew Lesnie
- Montage : Adrian Carr
- Décors : David Copping
- Production : Basil Appleby
- Sociétés de production : RKO Pictures, International Film Management & FGH
- Société de distribution : Hemdale Releasing
- Pays :  Australie,  États-Unis
- Langue : Anglais
- Format : Couleurs - 1.85:1 - Stéréo - 35 mm
- Genre : Aventures, Horreur
- Durée : 91 min
- Budget : 4,8 millions de dollars australiens (2,83 millions d'euros)
- Date de sortie : 1987 (Australie)

## Distribution
- John Jarratt (VF : Jean-Louis Faure) : Steve Harris
- Nikki Coghill : Cathy Pope
- Max Phipps : John Besser
- Burnham Burnham (VF : Théo Légitimus) : Oondabund
- David Gulpilil : Adjaral
- Ray Meagher(VF : Roger Lumont) : Rex Garret
- Jeff Ashby (VF : Marc de Georgi) : Mac Wilson
- Paul Bertram : Jackson
- Ron Blanchard : Bluey Noakes
- Gerry Duggan (en) : Joe Blunt
- Kenneth Radley (VF : Éric Chevalier) : Reynolds
- Janet Kingsbury : Ann Wilson
- James Fitzgerald : Smithy
- Hank Mosby : Hitchens
- James Mann : Hitching

## Autour du film
- Le tournage s'est déroulé d'avril à juin 1986 à Cairns, dans le Queensland.